# Station Herentals
Station Herentals is een spoorwegstation langs spoorlijn 15 en spoorlijn 29 in de stad Herentals. Juist naast het station staan de bushaltes van De Lijn.
Het huidige stationsgebouw werd gebouwd in het begin van de jaren 80, naar plannen van architect Constant Trouvé.
Het station van Herentals is voor vele goederentreinen een overlaadplaats. Goederentreinen uit Noord-Limburg, Nederland en Duitsland die via Mol over de IJzeren Rijn rijden, komen vaak in Herentals te staan om met een andere trein naar andere bedrijven of stations te rijden.
Door een zware brand in een technische kamer van de seininstallatie op 4 augustus 2009 was er tot 1 september 2009 geen treinverkeer mogelijk op lijn 29.

## Treindienst
| Serie       | Treinsoort               | Route                                                                                            | Bijzonderheden                                         |
| ----------- | ------------------------ | ------------------------------------------------------------------------------------------------ | ------------------------------------------------------ |
| IC 10       | Intercity (NMBS)         | Antwerpen-Centraal – Herentals – Mol – Hamont                                                    |                                                        |
| IC 11       | Intercity (NMBS)         | Binche – La Louvière-Centrum – Brussel-Zuid – Schaarbeek [ – Mechelen – Herentals – Turnhout ]   | Rijdt in het weekend tussen Binche en Schaarbeek.      |
| IC 30       | Intercity (NMBS)         | Turnhout – Herentals – Antwerpen-Centraal                                                        | Stopt op werkdagen niet tussen Herentals en Lier.      |
| S 33        | S-trein Antwerpen (NMBS) | Antwerpen-Centraal – Herentals – Mol                                                             | Rijdt alleen op werkdagen.                             |
| P 4150      | Piekuurtrein (NMBS)      | Antwerpen-Centraal – Lier – Herentals                                                            | Rijdt alleen op werkdagen. Sommige treinen vanaf Lier. |
| P 7205/8205 | Piekuurtrein (NMBS)      | Mol – Herentals – Mechelen – Brussel-Zuid                                                        | Rijdt alleen op werkdagen.                             |
| P 7260/8260 | Piekuurtrein (NMBS)      | Antwerpen-Centraal – Lier – Herentals                                                            | Rijdt alleen op werkdagen. Sommige treinen vanaf Lier. |
| P 8220      | Piekuurtrein (NMBS)      | [ Hamont – Herentals – ] / [ Essen – Antwerpen-Centraal – ] Leuven – Heverlee                    | Een trein op zondagavond.                              |
| ICT 6710    | Toeristentrein (NMBS)    | [ Neerpelt – ] / [ Turnhout – ] Herentals – Mechelen – Gent-Sint-Pieters – Brugge – Blankenberge | Rijdt in juli en augustus.                             |

## Galerij

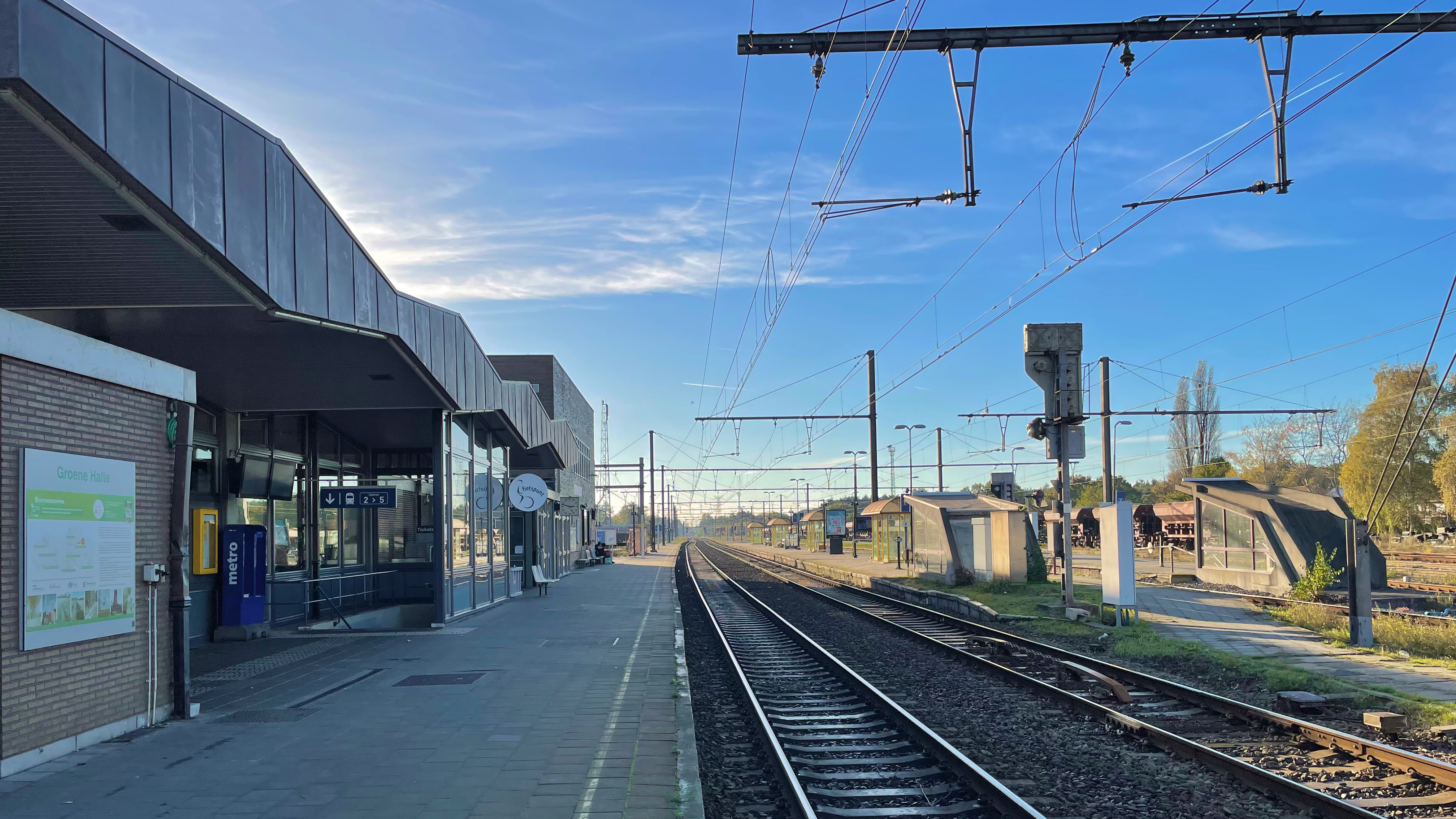
Zicht op het perron
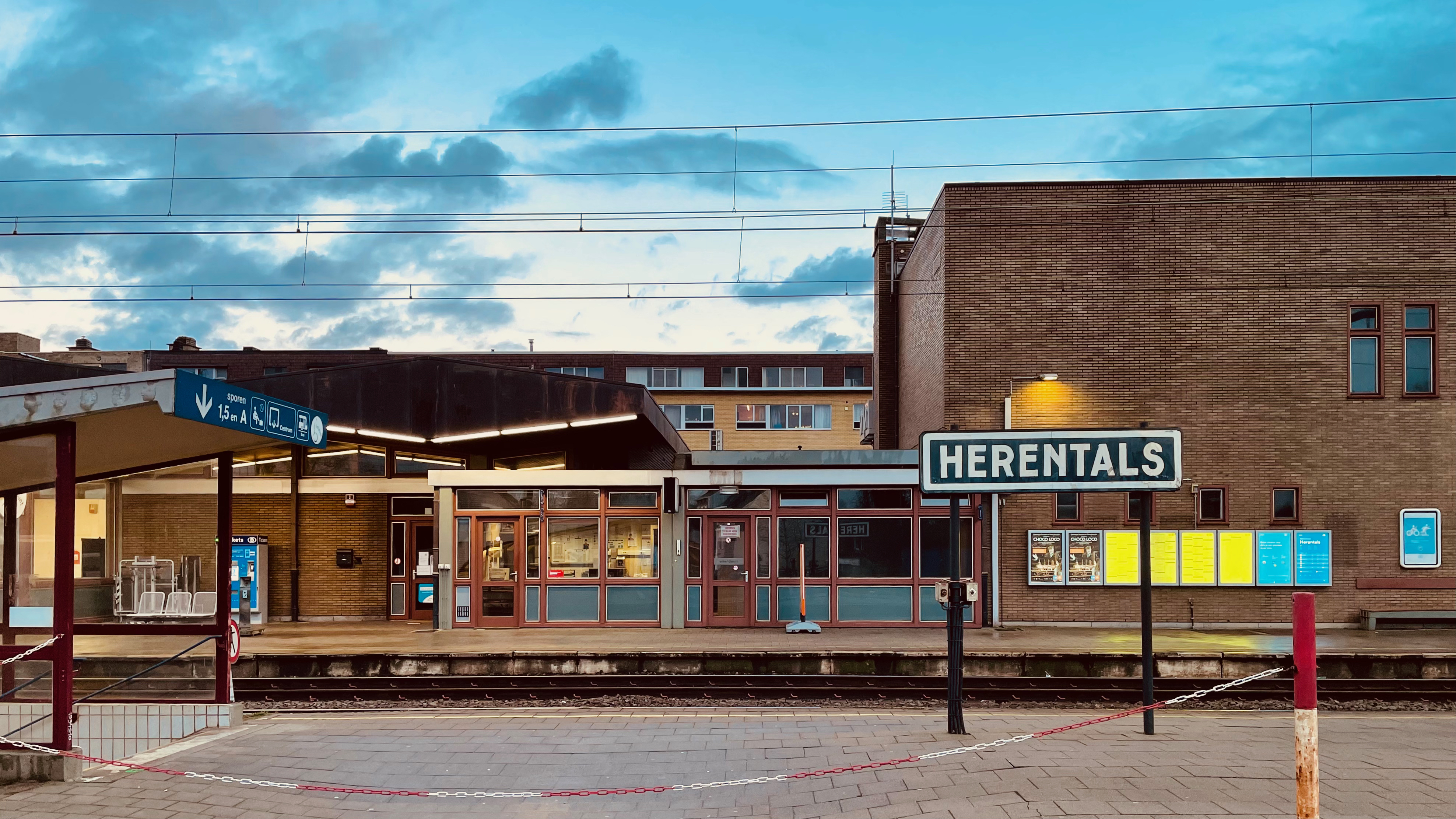
Het station
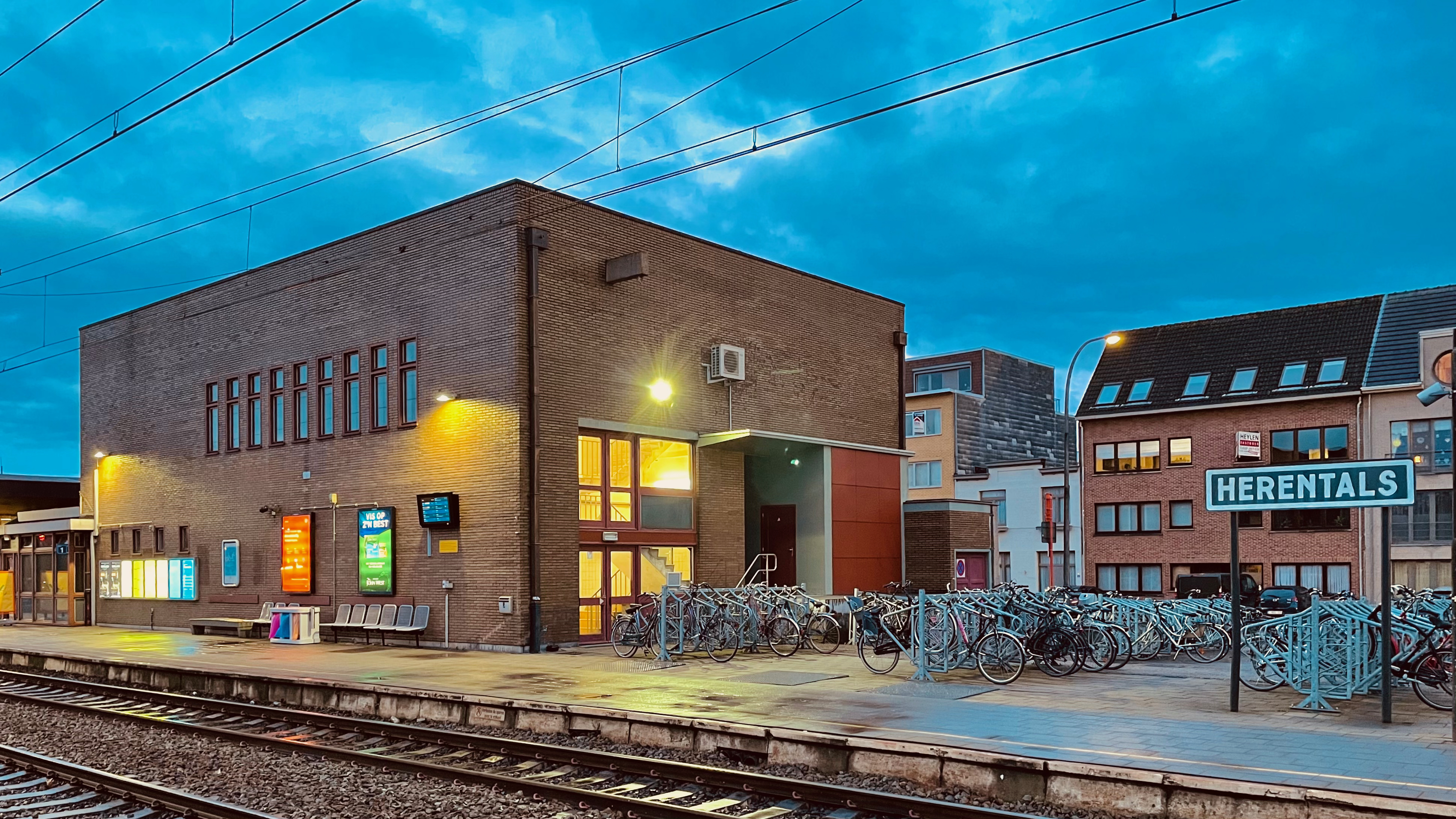
Fietsenstalling
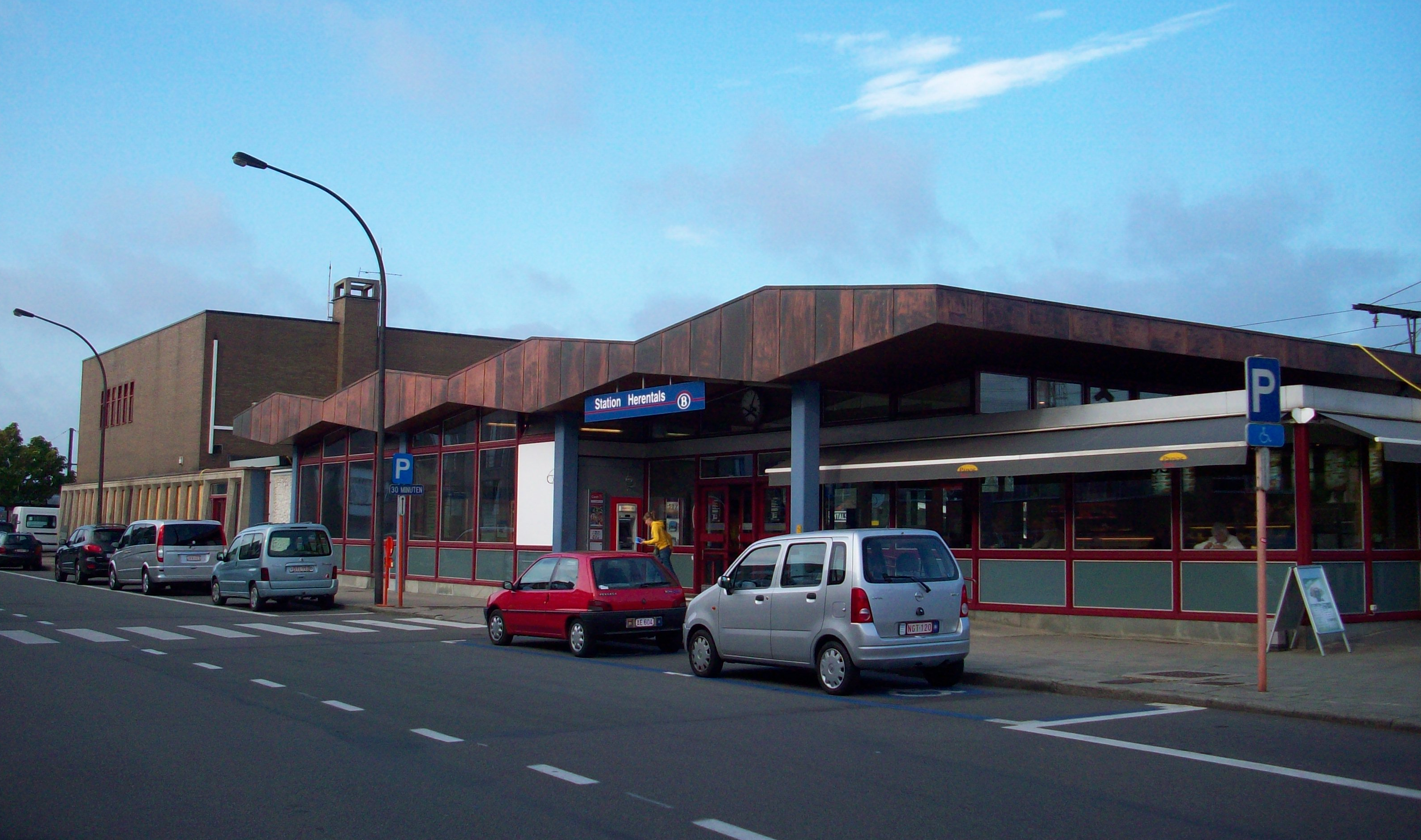
Stationsgebouw in 2009

## Busdienst
Busdiensten worden beheerd door De Lijn. Een aantal lijnen hebben dezelfde haltes maar rijden langs een andere route. Daardoor zijn andere dorpen en steden rondom Herentals makkelijk te bereiken met zowel de bus als de trein.
| Lijn      | Verbinding                      | Perron |
| --------- | ------------------------------- | ------ |
| 150       | Herentals - Lier                | 1      |
| 305       | Herentals - Leuven              | 2      |
| 15b       | Herentals - Geel                | 3      |
| 210       | Herentals - Turnhout            | 4      |
| 409       | Herentals - Hoogstraten         | 4      |
| 409       | Herentals - Hoogstraten         | 5      |
| 418 & 429 | Herentals - Antwerpen           | 5      |
| 212 & 305 | Herentals -Turnhout             | 6      |
| 219       | Herentals - Poederlee           | 6      |
| 215       | Herentals - Bobbejaanland       | 7      |
| 940       | Belbus                          | 7      |
| 946       | Belbus                          | 7      |
| 220 & 221 | Herentals - Aarschot            | 8      |
| 159       | Herentals - Herentals Industrie | 9      |
| 219       | Herentals - Vorselaar           | 9      |
| 420       | Herentals - Berchem             | 9      |
| 427       | Herentals - Antwerpen           | 9      |
| 511       | Herentals - Mechelen            | 10     |
| 540 & 541 | Herentals - Westerlo            | 11     |
| 542       | Herentals - Geel Industrie      | 11     |

## Spoorindeling
| Spoor | Richting                            |
| ----- | ----------------------------------- |
| A     | Antwerpen-Centraal                  |
| 1     | Antwerpen-Centraal & Binche         |
| 2     | Antwerpen-Centraal - Hamont/Hasselt |
| 3     | Turnhout                            |
| 5     | Mol                                 |

## Reizigerstellingen
De grafiek en tabel geven het gemiddeld aantal instappende reizigers weer op een week-, zater- en zondag.
| Tabel: aantal instappende reizigers station Herentals | Tabel: aantal instappende reizigers station Herentals | Tabel: aantal instappende reizigers station Herentals | Tabel: aantal instappende reizigers station Herentals |
|                                                       | Weekdag                                               | Zaterdag                                              | Zondag                                                |
| ----------------------------------------------------- | ----------------------------------------------------- | ----------------------------------------------------- | ----------------------------------------------------- |
| 1977                                                  | 1 773                                                 | 391                                                   | 384                                                   |
| 1978                                                  | 1 982                                                 | 428                                                   | 657                                                   |
| 1979                                                  | 2 287                                                 | 635                                                   | 750                                                   |
| 1980                                                  | 2 141                                                 | 669                                                   | 788                                                   |
| 1981                                                  | 2 293                                                 | 784                                                   | 1 009                                                 |
| 1982                                                  | 2 315                                                 | 604                                                   | 914                                                   |
| 1983                                                  | 2 144                                                 | 456                                                   | 792                                                   |
| 1984                                                  | 1 999                                                 | 507                                                   | 559                                                   |
| 1985                                                  | 2 063                                                 | 562                                                   | 608                                                   |
| 1986                                                  | 1 972                                                 | 598                                                   | 649                                                   |
| 1987                                                  | 1 880                                                 | 617                                                   | 665                                                   |
| 1988                                                  | 1 988                                                 | 771                                                   | 707                                                   |
| 1989                                                  | 1 862                                                 | 562                                                   | 619                                                   |
| 1990                                                  | 1 925                                                 | 673                                                   | 654                                                   |
| 1991                                                  | 1 896                                                 | 695                                                   | 742                                                   |
| 1992                                                  | 1 994                                                 | 720                                                   | 750                                                   |
| 1993                                                  | 2 027                                                 | 878                                                   | 829                                                   |
| 1994                                                  | 2 531                                                 | 955                                                   | 780                                                   |
| 1995                                                  | 2 379                                                 | 1 115                                                 | 985                                                   |
| 1996                                                  | 2 776                                                 | 962                                                   | 1 042                                                 |
| 1997                                                  | 2 551                                                 | 1 157                                                 | 1 079                                                 |
| 1998                                                  | 2 679                                                 | 1 053                                                 | 1 062                                                 |
| 1999                                                  | 2 337                                                 | 912                                                   | 964                                                   |
| 2000                                                  | 2 535                                                 | 1 026                                                 | 918                                                   |
| 2001                                                  | 2 357                                                 | 890                                                   | 846                                                   |
| 2002                                                  | 2 463                                                 | 873                                                   | 946                                                   |
| 2003                                                  | 2 339                                                 | 896                                                   | 952                                                   |
| 2004                                                  | 2 989                                                 | 972                                                   | 1 026                                                 |
| 2005                                                  | 2 857                                                 | 1 063                                                 | 1 328                                                 |
| 2006                                                  | 2 909                                                 | 1 073                                                 | 1 027                                                 |
| 2007                                                  | 3 173                                                 | 1 204                                                 | 1 442                                                 |
| 2008                                                  | -                                                     | -                                                     | -                                                     |
| 2009                                                  | 3 556                                                 | 1 353                                                 | 1 201                                                 |
| 2010                                                  | -                                                     | -                                                     | -                                                     |
| 2011                                                  | -                                                     | -                                                     | -                                                     |
| 2012                                                  | 5 015                                                 | 936                                                   | 904                                                   |
| 2013                                                  | 4 620                                                 | 987                                                   | 1 016                                                 |
| 2014                                                  | 4 003                                                 | 1 106                                                 | 1 102                                                 |
| 2015                                                  | 3 631                                                 | 952                                                   | 967                                                   |
| 2016                                                  | 3 748                                                 | 1 005                                                 | 1 067                                                 |
| 2017                                                  | 3 698                                                 | 1 279                                                 | 1 163                                                 |
| 2018                                                  | 3 966                                                 | 1 287                                                 | 1 159                                                 |
| 2019                                                  | 3 881                                                 | 1 161                                                 | 1 115                                                 |
| 2020                                                  | 2 261                                                 | 2 467                                                 | 2 259                                                 |
| 2021                                                  | -                                                     | -                                                     | -                                                     |
| 2022                                                  | 3 282                                                 | 1 339                                                 | 1 352                                                 |
| 2023                                                  | 2 789                                                 | 2 154                                                 | 2 131                                                 |
| 2024                                                  | 2 834                                                 | 1 194                                                 | 1 284                                                 |

1,3: Krijgsbaan ·
2,8: Liersebaan ·
3,9: Boechout ·
4,9: Vos ·
6,4: Boshoek ·
9,3: Lier ·
11,1: Lisp ·
12,8: Kessel ·
16,3: Nijlen ·
21,9: Bouwel ·
24,1: Wolfstee ·
26,4: Herentals-Kanaal ·
28,0: Herentals ·
34,0: Olen ·
37,1: Larum ·
40,1: Geel ·
46,5: Millegem ·
49,3: Mol ·
54,0: Balen ·
Ingene-Immer ·
62,8: Leopoldsburg ·
Beverlo ·
68,0: Beringen-Mijn ·
71,2: Beringen ·
74,6: Heusden ·
78,0: Zolder ·
80,2: Houthalen ·
83,3: Kolveren ·
84,9: Zonhoven ·
86,6: Zonhoven-Badplaats
3,7: Ramsel ·
6,7: Westmeerbeek ·
7,8: Hulshout ·
9,9: Heultje ·
14,1: Noorderwijk-Morkhoven ·
15,8: Schravenhage ·
22,0: Herentals ·
27,9: Lichtaart ·
31,3: Tielen ·
39,4: Turnhout ·
48,3: Weelde-Merksplas ·
49,0: Baarle-Nassau Grens ·
53,7: Baarle-Nassau ·
58,3: Alphen ·
65,4: Riel ·
71,9: Tilburg Universiteit ·
75,2: Tilburg